# Museum der Ursprünge des polnischen Staates
Das Museum der Ursprünge des polnischen Staates (poln. Muzeum Początków Państwa Polskiego w Gnieźnie) ist ein archäologisches Museum in Gniezno, das die Frühgeschichte des polnischen Staates dokumentiert. Die Sammlung des Museums umfasst mehr als 17.000 Exponate zur polnischen Kultur.

## Geschichte des Museums
Die Idee zur Einrichtung eines Museums der Ursprünge des polnischen Staates in Gniezno war verbunden mit den archäologischen Ausgrabungen seit 1948 und dem damit verbundenen gesellschaftlichen Ziel, wissenschaftliche Beweise für die Ursprünge des polnischen Staates und seiner ersten Hauptstadt Gniezno zu finden. Das Museum wurde 1956 in Gniezno als Zweigstelle des Archäologischen Museums Poznań gegründet.
Im Jahr 1966, bei den Feierlichkeiten zum 1000-jährigen Bestehen eines polnischen Staates, beschloss man, die Bereiche der Museumsaktivitäten zu erweitern. Es entstand ein neues Gebäude für die Entwicklungseinrichtung. 1973 wurde das Museum vom Archäologischen Museum Poznań ausgegliedert und unabhängig. Der Bau des modernen Museumsgebäudes in der ulica Józefa Kostrzewskiego, nr 1 begann. Die offizielle Eröffnung der Dauerausstellung fand im März 1983 statt, wobei das Museum seinen heutigen Namen erhielt: „Museum der Ursprünge des polnischen Staates“.
Grundsätzliche Zielsetzung des Museums ist die Darstellung des historischen Erbes „Polens im Mittelalter“ sowie der Geschichte der ersten Hauptstadt Polens und seiner Region. Es ist das einzige Museum in Polen, das dauerhaft Ausstellungen zur mittelalterlichen Kultur und Kunst Polens präsentiert.
Im Jahre 2012 wurden die Dauerausstellungen des Museums vollständig überarbeitet und neu konzipiert. Zudem wurde das Museum mit EU-Fördergeldern auf internationale Standards gebracht. Informationstafeln finden sich nun überall im Museum in polnischer wie englischer Sprache.

## Dauerausstellungen (seit 2012)

### Die Ursprünge des polnischen Staates
Originaltitel: Początków Państwa Polskiego. Dies ist die jüngste Dauerausstellung, die den Ursprüngen des polnischen Staates gewidmet ist. Sie öffnete am 12. April 2012. Ihr Titel bezieht sich auf die Ausstellung 1983, als Multimediatechnik in Polen erstmals zum Einsatz kam. Diese Dauerausstellung ist einzigartig in ihrer Präsentation der Geschichte Polens zur Zeit der Piasten. Von drei Perspektiven werden beleuchtet:
- Politik und Autorität des polnischen Staates
- archäologische und historische Quellen
- materielle und spirituelle Kultur der Polen in dieser Zeit

Deshalb wurde die Ausstellung auch in folgende drei Module geteilt: The State, The Sources, The culture. Ihr Inhalt wurde durch einführende 3D-Filme attraktiver gestaltet. Sie sind zugleich eine Einführung in die Ausstellungsthematik und Kommentar der Aussteller.
Hauptidee der Dauerausstellung ist die multimediale Vermittlung Großpolens als Wiege der polnischen Staatsgründung unter besonderer Betonung Gnieznos als erste Hauptstadt Polens. In der Geschichtswissenschaft gilt der Akt von Gniezno im Jahre 1000 als „Sternstunde“ und „erster Höhepunkt“ in der Geschichte deutsch-polnischer Beziehungen sowie als „welthistorisches Ereignis“, das der gesamten westslawisch-ungarisch-deutschen Region für das kommende Jahrtausend seinen Stempel aufgedrückt habe. Die für die Zeitgeschichte bedeutenden Ereignisse werden anhand von Texten wichtiger Chronisten präsentiert, u. a. von Thietmar von Merseburg und Gallus Anonymus, aber auch durch Beziehungen zwischen den historischen Figuren: Mieszko I., Bolesław I. Chobry, Hl. Wojciech und Kaiser Otto III. (HRR). Eines der wertvollsten Exponate der Dauerausstellung ist der originale Schutzwall, der Gnieznos erste Siedlung auf dem Lech-Hügel (Gniezno) umgab. Die Rekonstruktion dieses Schutzwalls geschah exklusiv mit originalem Material, das man während der archäologischen Ausgrabungen 1948–53 unter der Leitung von Prof. Kazimierz Żurowski entdeckte.
Der dritte und letzte Teil der Dauerausstellung (The culture) ist der Christianisierung Polens und der Rolle der Römisch-katholischen Kirche für die Kultur und Kunst des frühen Mittelalters gewidmet. Der Weg von heidnischen Bräuchen und der spätere Wendeprozess zur Christianisierung durch Polen hindurch wird als kritischer Wendepunkt nicht nur in der geistigen Dimension gezeigt, sondern auch als Glaubenssystem der Herrschenden als eine Legitimation der Souveränität der Polanen unter anderen Ländern Europas. Außerdem zeigt die Dauerausstellung einen Film mit einer animierten Rekonstruktion der zerstörten romanischen Erzkathedrale von Gniezno.
Die Dauerausstellung ist in Polnisch sowie in drei internationalen Sprachen verfügbar: Deutsch, Englisch und Französisch (einige Informationstafeln auch in Blindenschrift).

### Gniezno in den vergangenen Jahrhunderten
Originaltitel: Gniezno w dawnych wiekach. Die Dauerausstellung präsentiert die Geschichte Gnieznos samt Region von seinen Anfängen bis 1819, als die Stadt einem Brand zum Opfer fiel. Sie ist das Ergebnis langjähriger Arbeit durch das „Museum der Ursprünge des polnischen Staates“, das seit mehreren Jahrzehnten eine aussagekräftige archäologische Sammlung sowie Kollektionen im historischen und künstlerischem Bereich anstrebte. Derzeit befinden sich ca. 190 archäologische Exponate sowie ca. 40 historische Antiquitäten in dieser Dauerausstellung zusammengestellt, welche die spätere Geschichte Gnieznos (15.–18. Jh.) dokumentieren. Darunter sind unter anderen:
- Fragment des originalen Fußbodens der zerstörten romanischen Erzkathedrale von Gniezno
- Kopien bedeutender Manuskripte sowie Dokumente, die in Verbindung mit der Stadt stehen
- Miniaturmodelle Gnieznos aus dem 11. Jahrhundert
- Kollektion von Ofenkacheln mit Reliefdekorationen aus Gotik und Renaissance von europäischer Bedeutung
- Kollektion von Tafelmessern aus dem 16./17. Jahrhundert

### Die Waffen im alten Polen

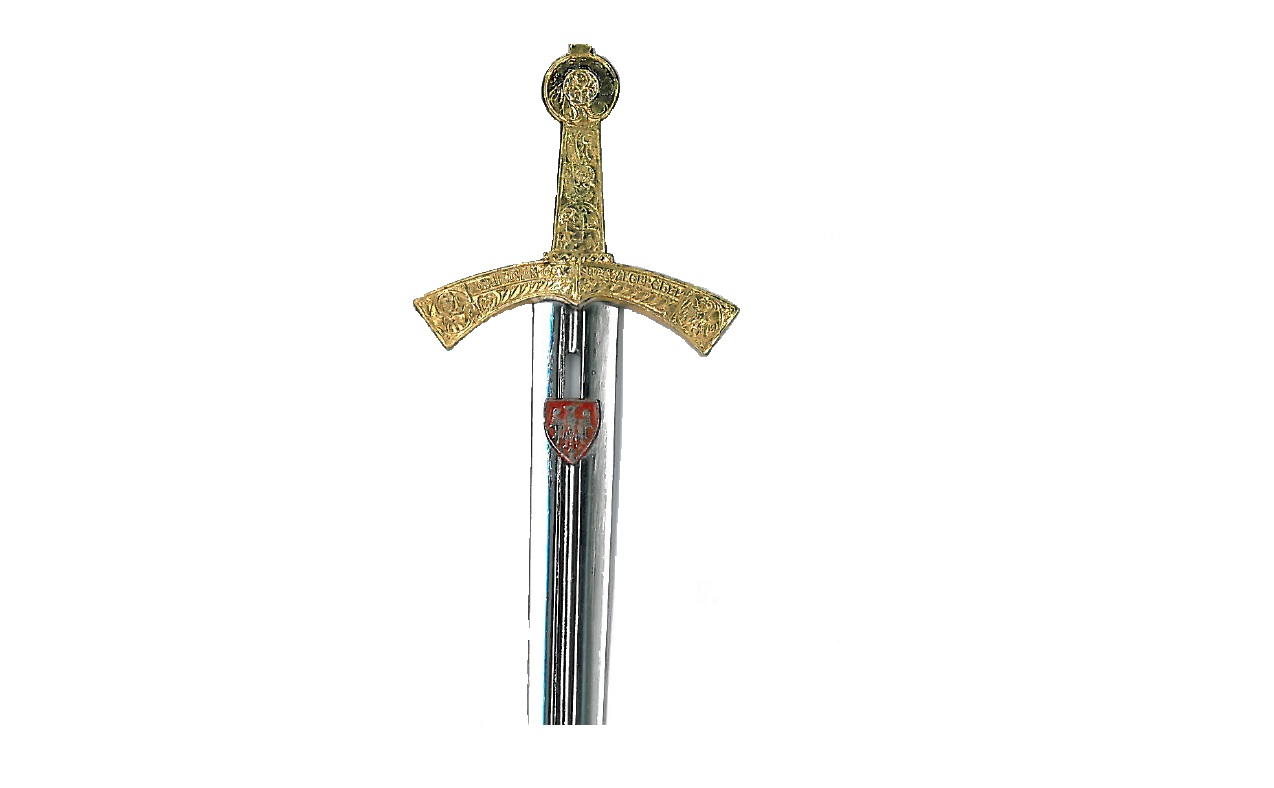
Kopie des Szczerbiec, das wichtigste Kronjuwel Polens und die einzig erhaltene Kroninsignie der Piastendynastie

Originaltitel: Broń w dawnej Polsce. Die Dauerausstellung zeigt die verschiedenen Formen der Bewaffnung, wie sie in Polen zwischen dem 10. und 18. Jahrhundert typisch war.
Hervorzuheben ist die Kopie des Szczerbiec, des „schartigen Schwerts“, welches das wichtigste Kronjuwel Polens ist und die einzig erhaltene Kroninsignie der Piastendynastie. Das Original befindet sich in der Schatzkammer des Königsschlosses Krakau.

### Die gemalte Geschichte der Piasten
Originaltitel: Piastów malowane dzieje. Eine Kollektion von Ölgemälden aus dem 19. Jahrhundert zeigt historische und legendäre Ereignisse, die in Verbindung mit der ersten polnischen Königsdynastie stehen (sog. Piastendynastie). Die Polanen vereinigten sich im 10. Jahrhundert unter der Piastendynastie und die Konversion zum Katholizismus unter Mieszko I. (ca. 960–92) im Jahr 966 führte zur Bildung des polnischen Staates. Das Land blühte unter der Herrschaft Kazimirs des Großen (1333–70). Die Dauerausstellung zeigt u. a. Gemälde von Józef Peszka, Aleksander Lesser, Wojciech Gerson und Witold Pruszkowski, die das historische Bewusstsein polnischer Maler im 19. Jahrhundert und die künstlerische Vision der stürmischen Geschichte Polens unter den Piasten-Herrschern widerspiegeln.

## Sonderausstellungen des Museums
In der ganzen Museumsgeschichte wurden einige Dutzend verschiedener Ausstellungen organisiert, welche Monumente der materiellen Kunst sowie Kunstwerke ältester Zeitepochen vom Mittelalter bis in unser Jahrhundert hinein zeigten, unter anderen:
- Gniezno - die erste Hauptstadt Polens, die Stadt des Hl. Wojciech (1994)
- Jan Matejko - der Geschichtsschreiber Polens (1981)
- Gniezno durch die Jahrhunderte (1982)
- Kruszwica (1985)

### 2003: Ofenkacheln aus Gotik und Renaissance

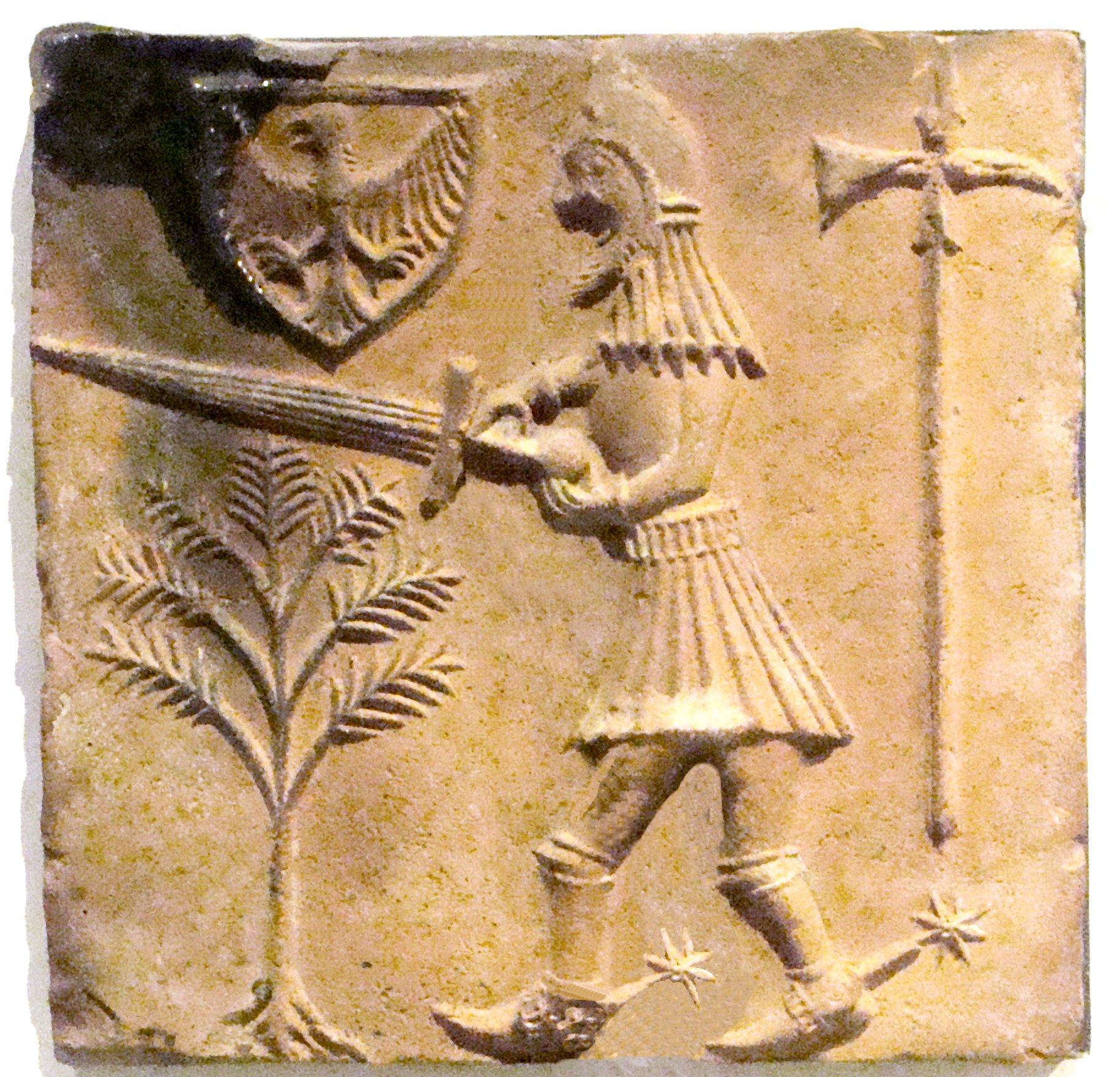
Gotische Ofenkachel aus Jankowo Dolne (Dorf bei Gniezno), präsentiert während der Ausstellung

Diese Sonderausstellung zeigte Kacheln, die bei Ausgrabungen im Jahre 1990 vor allem durch Czesław Strzyżewski nahe dem Lech-Hügel gefunden wurden. Auf dem Hügel entdeckt, wurden sie während der Jahre 1993–96 von Tomasz Sawicki und Tomasz Janiak untersucht. Geprägt von einer Fülle an Ornamenten aus Heraldik, Rittertumsbräuchen, biblischen Szenen, Heiligen, Pflanzen und Tieren sowie einer technischen Vielfalt wurden sie nach der Sonderausstellung Teil der Dauerausstellung. Bei der Sonderausstellung 2003 wurden Kacheln unter anderem auch aus Gdańsk, Bolesławiec, Warschau, Zamość und Toruń gezeigt. Präsentiert wurden alle Arten der in Polen verwendeten Kacheln vom 16. bis 17. Jahrhundert. Zur Ausstellung ist neben dem Ausstellungskatalog auch eine Monografie über die lokalen Ofenkacheln erschienen.

### 2008: Ars Scribendi

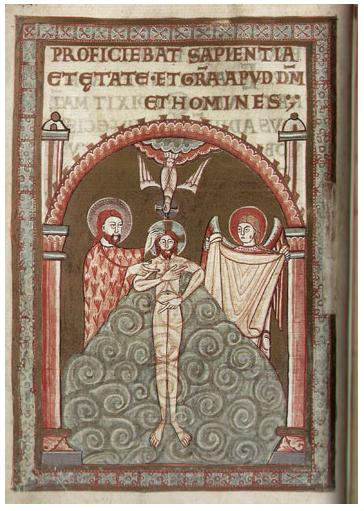
Blatt aus dem Goldenen Codex von Gnesen

Vom 1. April bis 31. Juli 2008 gab es im Museum die Sonderausstellung Ars Scribendi - Über die Kunst des Schreibens im mittelalterlichen Polen, im Gedenken an Brygida Kürbis dem Schrifttum der frühesten Jahre Polens gewidmet. Den Organisatoren gelang es, für die Sonderausstellung 121 Werke der europäischen Schriftkunst zusammenzuführen. Gezeigt wurden unter anderem eine illuminierte Handschrift aus der karolingischen Zeit, die Bulle Ex commisso nobis von Papst Innozenz II. aus dem Jahre 1136, der Codex aureus Gnesnensis, die Bibel von Jarosław Skotnicki sowie von Kasimir dem Großen und unter den ersten polnischen Herrschern der Jagiellonen-Dynastie publizierte Dokumente. Die Sammlung kam aus Beständen des Erzbischöflichen Archivs zu Gniezno sowie der Kórnik-Bibliothek.